# Noonday Underground
Noonday Underground est un groupe de musique britannique d'electronica, soul et downtempo composé du DJ Simon Dine et de la chanteuse Daisy Martey.

## Histoire

### Avant Noonday Underground
Simon Dine était le manager et coproducteur de Spirea X (en) un groupe formé notamment par Jim Beattie (en), cofondateur de Primal Scream, et Judith Boyle. Après qu'ils se sont séparés en 1993, les trois musiciens se retrouvent autour de Adventures in Stereo (en). Dine est responsable de la grande partie du son du groupe car, ainsi qu'il l'explique, il a « commencé à faire de la musique chez [lui] pour le plaisir et [a] accumulé de tas de pistes. [Il] les a fait écouter à Jim — avec qui [il] était resté en contact — qui a écrit des paroles tandis que Judith les chantait. »
Mais après deux EPs, Beattie et Boyle se séparent de Dine ; selon Dine, « Jim et Judith ont passé des accords avec des labels appelés Marina & Creeping Bent pour sortir des enregistrements de Adventures In Stereo sans [lui] en parler. [Il s'est] énervé avec Jim et [n'a] plus parlé avec lui depuis. » C'est ainsi que le même LP sort sous deux couleurs différentes : en bleu par Beattie et Boyle (sous Creeping Bent) et en jaune par Dine (sous Underground Sounds).

### Création de Noonday Underground
Simon Dine crée donc Noonday Underground, dont le nom est inspiré par un essai de Tom Wolfe sur la culture Mod.
Il rencontre Daisy Martey, éphémère chanteuse de Morcheeba en 2005 par l'intermédiaire de Barney Calman, auteur des paroles de London ; elle n'avait jamais enregistré auparavant, mais ses talents de vocaliste deviennent très importants pour le groupe.

## Discographie

### Albums
- | Self Assembly (M21, 2000 ) [ 4 ] Downtempo , Trip hop . Titres écrits, composés et produits par Simon Dine et chanté par Daisy Martey, sauf mention contraire. CD produit par M21 pour le Royaume-Uni ; vinyle produit par Guided Missile ; également produit aux États-Unis, au Japon, en Espagne et en Australie. Hello (écrite par Phil Cuthbert) London (écrite par Barney Calman) Hush The Hooded Claw Marvellous When You Leave Rock Steady (écrite par Daisy Martey) Where Have They Gone On Sunday Noon Inside Never Go Away (écrite par Daisy Martey) We Saw The Midnight |
- | Surface Noise (Setanta Records, 2002 ) [ 5 ] Acid jazz , Downtempo . Titres écrits, composés et produits par Simon Dine et chanté par Daisy Martey, sauf mention contraire. CD produit par Setanta Records pour le Royaume-Uni et par Vroom Sound Records pour le Japon The Surface Noise Boy Like A Timebomb (écrite par Barney Calman) That Noonday Sun (chant : Johnny Best) I'll Walk Right On (écrite et interprétée par Paul Weller ) Nobody But You (écrite par Alan Gordon et Garry Bonner) Go It Alone (écrite par Daisy Martey) Windmills (écrite par Francis Reader et Peter Rose ; chant : Francis Reader) Friends Of The Garden, Pt. 1 (chant : Lucas) When I Fall (écrite par Barney Calman) Friends Of The Garden, Pt. 2 (chant : Lucas) Barcelona (écrite par Francis Reader et Peter Rose ; chant : Francis Reader) Hitch Your Wagon To The Stars Thunder Park (écrite et interprétée par Paul Weller) Closing Time (écrite par Phil Cuthbert) Bonus Tracks : Buzz Me Year Zero |
- | Set Sail (Vroom Sound Records, 2003 ) [ 6 ] Acid jazz , Downtempo . Titres écrits, composés et produits par Simon Dine et chanté par Daisy Martey, sauf mention contraire. CD produit par Vroom Sound Records pour le Japon Getting Higher (écrite par Daisy Martey) The Running Man It's Time To Get Down (écrit par Bellchamber) Moodswing The Cup (écrite par Daisy Martey) Faster! The Light Brigade (écrit par Phil Cuthbert) Wonderful Tonight Hallelujah (guitare : Paul Weller ) March Of The Creepers The Good Old Summertime Somewhere Far From Here / Hidden Track (écrite par Daisy Martey) Video Clips : I'll Walk Right On (apparition de Paul Weller) London |
- | On the Freedom Flotilla (Setanta Records, 2006 ) [ 7 ] Acid jazz , Downtempo . Titres écrits, composés et produits par Simon Dine et chanté par Daisy Martey, sauf mention contraire. CD produit par Setanta Records pour le Royaume-Uni et par Vroom Sound Records pour le Japon Silly Games (écrit par Daisy Martey) You Keep Holding On (écrit par Daisy Martey) Come One Come All She Knows (écrit par Mat Brooker) Put You Back Together (écrit par Daisy Martey) It's Alright (écrit par Candy Payne) The Freedom Flotilla (écrit par Mat Brooker) Goodbye To You (écrit par Daisy Martey) When The Rocks Start Falling (écrit par Mat Brooker) The Love Is Gone (écrit par Daisy Martey) Gone Now Blues (écrit par Candy Payne) |
- | The K-o Chorale (Setanta Records, 2010 ) [ 8 ] Expérimental. CD produit par Setanta Records pour le Royaume-Uni et par Stubbie Records pour le Japon My Silent Heart Yours Forever Girl Of My Dreams Heaven's Close To You In My Arms One Love Always From Now On This Lazy Afternoon Falling For You What Is Love Here To Stay Kiss Me One Love Reprise Bonus Track : What Is Love |
- | Body Parts for Modern Art (Stubbie Records, 2015 ) [ 9 ] Downtempo . CD produit par Hands Full Recordings pour le Royaume-Uni et par Stubbie Records pour le Japon Part 1 Siren Spinning All Around Faster Than the Fastest Thing Stop I'll Be Your Everything Right There Sunbeam No Good Still Awake Falling For You What Is Love Here To Stay Kiss Me One Love Reprise Part 2 The Door Smile For Me The Loneliness Of The Long Distance Runner Dressing Up Friends Somersault Evening Song Wolves At The Door Call It A Day Part 3 Up And At 'Em Endless Flight Whispering Sands Feel The Heat Cockatoo Moon On The Water Midtown Meltdown Early Daze Long Gone |

### Singles et EPs
- | How Happy (autoproduit : Underground Sounds, 1997 ) [ 10 ] Blues rock . Titres écrits, composés et produits par Simon Dine. Vinyle autoproduit sous Underground Sounds (Simon Dine). How Happy I'm Going Home Suddenly Hush |
- | London (Jonathon Whiskey, 1999 ) [ 11 ] Blues rock . Titres écrits, composés et produits par Simon Dine et chanté par Daisy Martey, sauf mention contraire. CD produit par Jonathon Whiskey au Royaume-Uni et par Liberation Music en Australie London The Good Old Summertime |
- | The Light Brigade / Hello (Blow Up Records, 2000 ) [ 12 ] Funk , Soul . Titres écrits, composés et produits par Simon Dine et chanté par Daisy Martey, sauf mention contraire. CD produit par Blow Up Records au Royaume-Uni. The Light Brigade Hello (écrite par Phil Cuthbert) |
- | Where Have They Gone (Motorway, 2000 ) [ 13 ] Trip hop , downtempo . Titres écrits, composés et produits par Simon Dine et chanté par Daisy Martey. CD produit par Motorway au Japon. Where Have They Gone Looping The Loop |
- | When You Leave puis When You Leave (Jay-J Remixes) (Sonic Syrup, 2001 - 2002 ) [ 14 ] Pop . Titres écrits, composés et produits par Simon Dine et chanté par Daisy Martey, puis remixés en 2002 par Jay-J. CD produit par Sonic Syrup aux États-Unis puis par Setanta Records au Royaume-Uni. When You Leave The Hooded Claw |
- | Boy Like A Timebomb (Setanta Records, 2002 ) [ 15 ] Hip-hop , pop . Titres écrits, composés et produits par Simon Dine et chanté par Daisy Martey, sauf mention contraire. CD produit par Setanta au Royaume-Uni. Boy Like A Timebomb (remixé par Brooks Mindbomb) Go It Alone (remixé par Mujaji) Hallelujah (guitare : Paul Weller ) |
- | Nobody But You (Setanta Records, 2002 ) [ 16 ] Jazz-funk , Soul , Funk . Titres écrits, composés et produits par Simon Dine et chanté par Daisy Martey. CD produit par Setanta au Royaume-Uni. Nobody But You Hitch Your Wagon To The Stars |
- | I'll Walk Right On (Setanta Records, 2003 ) [ 17 ] Jazz-funk , Soul , Funk . Titres écrits, composés et produits par Simon Dine et chanté par Daisy Martey. CD produit par Setanta au Royaume-Uni. I'll Walk Right On (écrite et interprétée par Paul Weller ) Go It Alone (écrite par Daisy Martey et remixé par Mujaji) March Of The Creepers Vidéo : I'll Walk Right On (avec Paul Weller) |
- | Getting Higher / Moodswing (Underground Sounds, 2003 ) [ 18 ] Expérmiental. Titres écrits, composés et produits par Simon Dine et chanté par Daisy Martey. CD autoproduit sous Underground Sounds au Royaume-Uni. Getting Higher Moodswing It's Time To Get Down The Running Man |

### Collectifs
- | 6-8-1 (The Burn-Up) / Noonday Boost (Sartorial Sounds, ?) [ 19 ] Jazz , Funk , soul , Blues , Folk , World , Country . Titres écrits, composés et produits par Simon Dine et chanté par Daisy Martey. CD autoproduit sous Underground Sounds au Royaume-Uni. 6-8-1 (The Burn-Up) (par Terry Edwards & The Scapegoats) Noonday Boost (par Noonday Underground et Funkhead) |

## Utilisation de chansons de Noonday Underground
Le titre The Light Brigade, issu de l'album Set Sail, est utilisé pour le générique de la série de Channel 4 No Angels (en).